# 安房郡
- 令制国一覧 > 東海道 > 安房国 > 安房郡
- 日本 > 関東地方 > 千葉県 > 安房郡

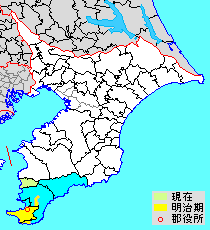
千葉県安房郡の範囲（1.鋸南町 水色・薄緑：後に他郡から編入した地域）

安房郡（あわぐん）は、千葉県（安房国）の郡。大化の改新の後に安房神社の神郡として建郡（立評）され、その後幾多の変遷を経て、現在の安房郡は以下の1町よりなる。
- 鋸南町（きょなんまち）

人口6,108人、面積45.17km²、人口密度135人/km²。（2025年7月1日、推計人口）

## 古代
阿波国造の領域を中心に編成された。養老2年（718年）までは上総国に属し、安房国の設置に伴いその管轄になった。大化から天武天皇期にかけて順次設置されたとされる八神郡のひとつであり、安房坐神社（安房神社）の所在地として重んじられ、文武天皇4年（700年）2月5日には郡司に近親者の連任が許されている。一般に郡を治める郡司に近親者を続けて任命することは禁止されていたが、安房郡では神社を代々まつってきた安房国造一族が重視されたものである。
なお、藤原京出土木簡に「己亥年十月上挟国阿波評松里」（己亥年は西暦699年）とあり、また平城宮木簡に「上総国阿波郡片岡里服織部……」とも見え、上挟（上総）、阿波（安房）、評（郡）の表記であったものと考えられている。

### 郷
『和名類聚抄』に記される郡内の郷（7郷＋神戸）。
大田、塩海、麻原、大井、河曲、白浜、神余、神戸

### 式内社
『延喜式』神名帳に記される郡内の式内社。
| 神名帳               | 神名帳                   | 神名帳 | 神名帳   | 比定社         | 比定社             | 比定社     | 集成 |
| 社名                 | 読み                     | 格     | 付記     | 社名           | 所在地             | 備考       | 集成 |
| -------------------- | ------------------------ | ------ | -------- | -------------- | ------------------ | ---------- | ---- |
| 安房郡 2座（並大）   |                          |        |          |                |                    |            |      |
| 安房坐神社           | アハノ-                  | 名神大 | 月次新嘗 | 安房神社       | 千葉県館山市大神宮 | 安房国一宮 |      |
| 后神天比理乃咩命神社 | ミメノ-アメヒリノヒメノ- | 大     | 元名洲神 | （論）洲崎神社 | 千葉県館山市洲崎   |            |      |
| 后神天比理乃咩命神社 | ミメノ-アメヒリノヒメノ- | 大     | 元名洲神 | （論）洲宮神社 | 千葉県館山市洲宮   |            |      |

## 中世以降
元は安房国の南西部のみを領域とし、その北西部の浦賀水道沿岸および平久里川流域は平群郡（のち平郡）、北東部の加茂川流域は長狭郡、南東部は朝夷郡に属していた。郡制施行時の1897年（明治30年）に平郡以下の3郡を編入して安房国全域が安房郡1郡のみとなった。2006年（平成18年）に郡内の7町村が合併して南房総市となった結果、現在は旧平郡の鋸南町のみが属する。

### 郡域
1878年（明治11年）に行政区画として発足した当時の郡域は、概ね以下の区域にあたる。
- 館山市（平久里川以南）
- 南房総市（池之内・中・御庄・山名・白浜町滝口・白浜町根本）

### 町村制以前の沿革
- 「旧高旧領取調帳」に記載されている明治初年時点での当郡域の支配は以下の通り。●は村内に寺社領が、○は寺社除地（領主から年貢免除の特権を与えられた土地）が存在。

| 知行   | 知行           | 村数 | 村名 |
| ------ | -------------- | ---- | --- |
| 幕府領 | 幕府領         | 31村 | 浜田村、見物村、波左間村、坂田村、●洲崎村、犬石村、佐野村、●○畑村、●山荻村、○永代村、茂名村、●神余村、●出野尾村、岡田村、坂井村、布沼村、相浜村、大賀村、●宮城村、●北条村（長須賀出作）、●安布理村、●南条村、○古茂口村、大網村、●川名村、●伊戸村、坂足村、小沼村、●○塩見村、早物村、加賀名村                       |
| 幕府領 | 旗本領         | 6村  | 布良村、中里村、北竜村、南竜村、香村、根本村 |
| 幕府領 | 幕府領・旗本領 | 2村  | ●滝口村、●太神宮村 |
| 藩領   | 安房館山藩     | 19村 | ●東長田村、●○真倉村（上真倉村）、真倉村（根小屋村）、●○真倉村（下真倉村）、真倉村（新井浦）、真倉村（館山下町）、真倉村（館山中町）、真倉村（館山上町）、真倉村（楠見浦）、真倉村（浜上須賀村）、真倉村（岡上須賀村）、真倉村（北下台村）、●○沼村、松岡村、●洲宮村、●西長田村、笠名村、●北条村（新宿村）、長須賀村 |
| 藩領   | 安房船形藩     | 11村 | 宝貝村、南片岡村、北片岡村、薗村、水玉村、●大井村、竹原村、●広瀬村、御庄村、中村、腰越村 |
| 藩領   | 上野前橋藩     | 12村 | 畑藤原村（藤原村）、国分村、北条村（国分出作）、大作村、●山本村、滝川村、●稲村、加戸村、二子村、江田村、山名村、池ノ内村 |
| 藩領   | 近江三上藩     | 9村  | ●○北条村、北条村（安布里出作）、北条村（新宿町）、北条村（大網出作）、●北条村（上野原村）、●高井村、古川新田、●八幡村、○湊村 |
| 藩領   | 前橋藩・船形藩 | 1村  | ○安東村 |
| その他 | 寺社領         | 2村  | 清水村、飯沼村 |

- 慶応4年
  - 北条村から新宿町、新宿村が独立・合併して新宿町となる。また、上野原村が独立。国分出作、安布里出作、長須賀出作、大網出作は北条村の一部となる。
  - 船形藩が廃藩。元治元年（1864年）立藩のため、わずか4年での廃藩となった。
  - 7月2日（1868年8月19日） - 船形藩領の全域、幕府・旗本領の大部分（浜田村、見物村、波左間村、坂田村、中里村、北竜村の全域、洲崎村、太神宮村の一部を除く）、館山藩領の一部（洲宮村、西長田村、笠名村）が安房上総知県事の管轄となる。また、以降の藩の設置にはすべて旧寺社領、寺社除地も含む。
  - 7月13日（1868年8月30日） - 徳川宗家の駿河府中藩への転封にともない駿河田中藩が転封され、安房長尾藩となる。
  - 長尾藩の入封にともない郡内の三上藩領が上総国望陀郡に転封。
  - 上記の変更にともない館山藩、前橋藩で領地替えが行われ、郡内は2藩の管轄となる（村名は幕末時点のもの）。

| 知行 | 知行           | 村数 | 村名 |
| ---- | -------------- | ---- | --- |
| 藩領 | 館山藩         | 46村 | 東長田村、真倉村（根小屋村）、真倉村（下真倉村）、真倉村（新井浦）、真倉村（館山下町）、真倉村（館山中町）、真倉村（館山上町）、真倉村（楠見浦）、真倉村（浜上須賀村）、真倉村（岡上須賀村）、真倉村（北下台村）、沼村、松岡村（以上は変更なし）、浜田村、見物村、波左間村、坂田村、洲崎村、犬石村、布良村、中里村、北竜村、南竜村、佐野村、畑藤原村（藤原）、畑村、山荻村、永代村、茂名村、安布理村、山本村、南片岡村、北片岡村、南条村、古茂口村、大網村、川名村、伊戸村、坂足村、小沼村、太神宮村、根本村、塩見村、早物村、加賀名村、飯沼村（新たに領地に追加） |
| 藩領 | 長尾藩         | 46村 | 滝口村、神余村、出野尾村、岡田村、洲宮村、坂井村、布沼村、相浜村、西長田村、大賀村、香村、宮城村、笠名村、北条村、国分村、北条村（国分出作）、北条村（安布里出作）、北条村（新宿村）、北条村（長須賀出作）、北条村（大網出作）、北条村（上野原村）、北条村（新宿町）、大作村、滝川村、稲村、加戸村、二子村、宝貝村、清水村、安東村、薗村、水玉村、大井村、竹原村、広瀬村、御庄村、中村、腰越村、長須賀村、江田村、高井村、古川新田、山名村、池ノ内村、八幡村、湊村                                                                                                 |
| 藩領 | 館山藩・長尾藩 | 1村  | 真倉村（上真倉村）（もともと館山藩領と寺社領だったが、寺社領の一部のみ長尾藩となった） |

- 明治初年に真倉村内の各村が分立。
- 明治3年 - 古川新田が高井村に編入。
- 明治4年
  - 7月14日（1871年8月29日） - 廃藩置県により館山県、長尾県の管轄となる。
  - 11月14日（1871年12月25日） - 第1次府県統合により、全域が木更津県の管轄となる。
- 明治5年 - 根小屋村が上真倉村に編入。
- 明治6年（1873年）6月15日 - 千葉県の管轄となる。
- 明治7年（1874年）
  - 松岡村、北竜村、南竜村が合併して竜岡村が成立。
  - 加戸村が稲村に編入。
- 明治8年（1875年）
  - 浜上須賀村、岡上須賀村が合併して上須賀村が成立。
  - 南片岡村、北片岡村、清水村が合併して水岡村が成立。
  - 南条村から大戸村、作名村が分立。
- 明治10年（1877年）
  - 館山下町、館山中町、館山上町、上須賀村、新井浦、楠見浦が合併して館山町となる。
  - 大作村、滝川村が山本村に、永代村が山荻村に編入。
- 明治11年（1878年）11月2日 - 郡区町村編制法の千葉県での施行により、行政区画としての安房郡が発足。「安房平朝夷長狭郡役所」が北条村に設置され、平郡・朝夷郡・長狭郡とともに管轄。

### 町村制以降の沿革
- 明治22年（1889年）4月1日 - 町村制の施行により以下の町村が発足。特記以外は全域が現・館山市。（2町9村）
  - 北条町 ← 北条村、新宿町、上野原村、長須賀村、八幡村、湊村、高井村
  - 館山町 ← 館山町、上真倉村、下真倉村
  - 豊津村 ← 沼村、柏崎浦（沼村のうち漁業集落を指す）、宮城村、笠名村、大賀村
  - 西岬村 ← 香村、塩見村、浜田村、見物村、早物村、加賀名村、波左間村、坂田村、洲崎村、川名村、伊戸村、坂足村、坂井村、小沼村
  - 富崎村 ← 布良村、相浜村
  - 長尾村 ← 滝口村、根本村（現・南房総市）
  - 豊房村 ← 西長田村、東長田村、南条村、大戸村、作名村、岡田村、出野尾村、古茂口村、飯沼村、山荻村、神余村、畑村
  - 神戸村 ← 大神宮村、犬石村、竜岡村、佐野村、中里村、洲宮村、茂名村、藤原村、布沼村
  - 九重村 ← 薗村、水玉村、竹原村、大井村、江田村、安東村、水岡村、二子村、宝貝村
  - 稲都村 ← 池ノ内村、中村、御庄村、山名村（現・南房総市）
  - 館野村 ← 国分村、山本村、大網村、安布里村、広瀬村、腰越村、稲村
- 明治30年（1897年）
  - 4月1日 - 郡制の施行のため、安房郡・平郡・朝夷郡・長狭郡の区域をもって、改めて安房郡が発足。下記の町村が当郡の所属となる。（7町37村）
    - 旧・平郡 - 那古町、船形村、八束村、富浦村、岩井村、勝山町、保田町、佐久間村、平群村、滝田村、国府村
    - 旧・朝夷郡 - 白浜村、七浦村、曦村、健田村、千歳村、豊田村、丸村、北三原村、南三原村、和田村、江見村
    - 旧・長狭郡 - 太海村、大山村、吉尾村、由基村、田原村、鴨川町、曽呂村、西条村、東条村、天津町、湊村

  - 12月1日 - 船形村が町制施行し船形町となる。（8町36村）
- 明治32年（1899年）3月13日 - 和田村が町制施行して和田町となる。（9町35村）
- 明治33年（1900年）6月25日 - 曦村が町制施行して曦町となる。（10町34村）
- 大正3年（1914年）4月1日 - 館山町・豊津村が合併し、改めて館山町が発足。（10町33村）
- 大正4年（1915年）10月1日 - 由基村が主基村に改称。
- 大正9年（1920年）10月1日 - 曦町が千倉町に改称。
- 大正12年（1923年）4月1日 - 郡会が廃止。郡役所は存続。
- 大正15年（1926年）7月1日 - 郡役所が廃止。以降は地域区分名称となる。

- 昭和3年（1928年）11月10日（12町31村）
  - 岩井村が町制施行して岩井町となる。
  - 湊村が町制施行・改称して小湊町となる。
- 昭和8年（1933年）
  - 4月1日 - 白浜村が町制施行して白浜町となる。（13町30村）
  - 4月3日 - 富浦村が町制施行して富浦町となる。（14町29村）
  - 4月18日 - 館山町・北条町が合併して館山北条町が発足。（13町29村）
  - 11月10日 - 江見村が町制施行して江見町となる。（14町28村）
- 昭和10年（1935年） - 面積566.17 km2、人口162,835人（男79,275人・女83,560人）[1]。
- 昭和14年（1939年）11月3日 - 館山北条町・那古町・船形町が合併して館山市が発足し、郡より離脱。（11町28村）
- 昭和28年（1953年）5月1日 - 滝田村・国府村・稲都村が合併して三芳村が発足。（11町26村）
- 昭和29年（1954年）
  - 3月3日 - 白浜町・長尾村が合併し、改めて白浜町が発足。（11町25村）
  - 4月1日 - 千倉町・七浦村・健田村が合併し、改めて千倉町が発足。（11町23村）
  - 5月3日 - 西岬村・富崎村・豊房村・神戸村・九重村・館野村が館山市に編入。（11町17村）
  - 6月1日 - 天津町が君津郡亀山村の一部（四方木）を編入。
  - 7月1日 - 鴨川町・田原村・西条村・東条村が合併し、改めて鴨川町が発足。（11町14村）
  - 8月1日 - 千倉町・千歳村が合併し、改めて千倉町が発足。（11町13村）
- 昭和30年（1955年）
  - 2月11日（10町12村）
    - 岩井町・平群村が合併して富山町が発足。
    - 天津町・小湊町が合併して天津小湊町が発足。

  - 3月10日 - 勝山町・佐久間村が合併し、改めて勝山町が発足。（10町11村）
  - 3月15日 - 豊田村・丸村、千倉町の一部（安馬谷、峰、白子の一部、久保の一部）が合併して丸山町が発足。（11町9村）
  - 3月31日（12町2村）
    - 富浦町・八束村が合併し、改めて富浦町が発足。
    - 和田町・北三原村が合併し、改めて和田町が発足。
    - 江見町・太海村・曽呂村が合併し、改めて江見町が発足。
    - 大山村・吉尾村・主基村が合併して長狭町が発足。
- 昭和31年（1956年）9月1日 - 南三原村の一部（海発の一部）が丸山町に、残部（海発の残部、松田、白渚、御原）が和田町に分割編入。（12町1村）
- 昭和34年（1959年）3月30日 - 勝山町・保田町が合併して鋸南町が発足。（11町1村）
- 昭和46年（1971年）3月31日 - 鴨川町・江見町・長狭町が合併して鴨川市が発足し、郡より離脱。（8町1村）
- 平成17年（2005年）2月11日 - 天津小湊町が鴨川市と合併し、改めて鴨川市が発足、郡より離脱。（7町1村）
- 平成18年（2006年）3月20日 - 富浦町・富山町・白浜町・千倉町・丸山町・和田町・三芳村が合併して南房総市が発足し、郡より離脱。（1町）

### 変遷表
| 明治22年4月1日 | 明治22年4月1日 | 明治22年 - 明治30年              | 明治30年4月1日              | 明治30年4月1日 | 明治30年 - 大正15年                              | 昭和1年 - 昭和19年               | 昭和1年 - 昭和19年               | 昭和20年 - 昭和29年         | 昭和20年 - 昭和29年         | 昭和30年 - 昭和64年                        | 昭和30年 - 昭和64年                        | 平成1年 - 現在           | 現在     |
| -------------- | -------------- | -------------------------------- | --------------------------- | -------------- | ------------------------------------------------ | -------------------------------- | -------------------------------- | --------------------------- | --------------------------- | ------------------------------------------ | ------------------------------------------ | ------------------------ | -------- |
| 平郡           | 保田村         | 明治30年1月27日 町制             | 明治30年4月1日 安房郡に編入 | 保田町         | 保田町                                           | 保田町                           | 保田町                           | 保田町                      | 保田町                      | 保田町                                     | 昭和34年3月30日 鋸南町                     | 鋸南町                   | 鋸南町   |
| 平郡           | 勝山村         | 明治29年1月20日 町制             | 明治30年4月1日 安房郡に編入 | 勝山町         | 勝山町                                           | 勝山町                           | 勝山町                           | 勝山町                      | 勝山町                      | 昭和30年3月10日 勝山町                     | 昭和34年3月30日 鋸南町                     | 鋸南町                   | 鋸南町   |
| 平郡           | 佐久間村       | 佐久間村                         | 明治30年4月1日 安房郡に編入 | 佐久間村       | 佐久間村                                         | 佐久間村                         | 佐久間村                         | 佐久間村                    | 佐久間村                    | 昭和30年3月10日 勝山町                     | 昭和34年3月30日 鋸南町                     | 鋸南町                   | 鋸南町   |
| 稲都村         | 稲都村         | 稲都村                           | 稲都村                      | 稲都村         | 稲都村                                           | 稲都村                           | 稲都村                           | 昭和28年5月1日 三芳村       | 昭和28年5月1日 三芳村       | 三芳村                                     | 三芳村                                     | 平成18年3月20日 南房総市 | 南房総市 |
| 平郡           | 国府村         | 国府村                           | 明治30年4月1日 安房郡に編入 | 国府村         | 国府村                                           | 国府村                           | 国府村                           | 昭和28年5月1日 三芳村       | 昭和28年5月1日 三芳村       | 三芳村                                     | 三芳村                                     | 平成18年3月20日 南房総市 | 南房総市 |
| 平郡           | 滝田村         | 滝田村                           | 明治30年4月1日 安房郡に編入 | 滝田村         | 滝田村                                           | 滝田村                           | 滝田村                           | 昭和28年5月1日 三芳村       | 昭和28年5月1日 三芳村       | 三芳村                                     | 三芳村                                     | 平成18年3月20日 南房総市 | 南房総市 |
| 平郡           | 岩井村         | 岩井村                           | 明治30年4月1日 安房郡に編入 | 岩井村         | 岩井村                                           | 昭和3年11月10日 町制             | 昭和3年11月10日 町制             | 岩井町                      | 岩井町                      | 昭和30年2月11日 富山町                     | 昭和30年2月11日 富山町                     | 平成18年3月20日 南房総市 | 南房総市 |
| 平郡           | 平群村         | 平群村                           | 明治30年4月1日 安房郡に編入 | 平群村         | 平群村                                           | 平群村                           | 平群村                           | 平群村                      | 平群村                      | 昭和30年2月11日 富山町                     | 昭和30年2月11日 富山町                     | 平成18年3月20日 南房総市 | 南房総市 |
| 平郡           | 八束村         | 八束村                           | 明治30年4月1日 安房郡に編入 | 八束村         | 八束村                                           | 八束村                           | 八束村                           | 八束村                      | 八束村                      | 昭和30年3月31日 富浦町                     | 昭和30年3月31日 富浦町                     | 平成18年3月20日 南房総市 | 南房総市 |
| 平郡           | 富浦村         | 富浦村                           | 明治30年4月1日 安房郡に編入 | 富浦村         | 富浦村                                           | 昭和8年4月11日 町制              | 昭和8年4月11日 町制              | 富浦町                      | 富浦町                      | 昭和30年3月31日 富浦町                     | 昭和30年3月31日 富浦町                     | 平成18年3月20日 南房総市 | 南房総市 |
| 平郡           | 凪原村         | 明治26年1月27日 那古町に町制改称 | 明治30年4月1日 安房郡に編入 | 那古町         | 那古町                                           | 那古町                           | 昭和14年11月3日 館山市           | 館山市                      | 館山市                      | 館山市                                     | 館山市                                     | 館山市                   | 館山市   |
| 平郡           | 船形村         | 船形村                           | 明治30年4月1日 安房郡に編入 | 船形村         | 明治30年12月1日 町制                             | 船形町                           | 昭和14年11月3日 館山市           | 館山市                      | 館山市                      | 館山市                                     | 館山市                                     | 館山市                   | 館山市   |
| 豊津村         | 豊津村         | 豊津村                           | 豊津村                      | 豊津村         | 大正3年4月1日 館山町                             | 昭和8年4月18日 館山北条町        | 昭和14年11月3日 館山市           | 館山市                      | 館山市                      | 館山市                                     | 館山市                                     | 館山市                   | 館山市   |
| 館山町         | 館山町         | 館山町                           | 館山町                      | 館山町         | 大正3年4月1日 館山町                             | 昭和8年4月18日 館山北条町        | 昭和14年11月3日 館山市           | 館山市                      | 館山市                      | 館山市                                     | 館山市                                     | 館山市                   | 館山市   |
| 北条町         | 北条町         | 北条町                           | 北条町                      | 北条町         | 北条町                                           | 昭和8年4月18日 館山北条町        | 昭和14年11月3日 館山市           | 館山市                      | 館山市                      | 館山市                                     | 館山市                                     | 館山市                   | 館山市   |
| 西岬村         | 西岬村         | 西岬村                           | 西岬村                      | 西岬村         | 西岬村                                           | 西岬村                           | 西岬村                           | 昭和29年5月3日 館山市に編入 | 昭和29年5月3日 館山市に編入 | 館山市                                     | 館山市                                     | 館山市                   | 館山市   |
| 富崎村         | 富崎村         | 富崎村                           | 富崎村                      | 富崎村         | 富崎村                                           | 富崎村                           | 富崎村                           | 昭和29年5月3日 館山市に編入 | 昭和29年5月3日 館山市に編入 | 館山市                                     | 館山市                                     | 館山市                   | 館山市   |
| 豊房村         | 豊房村         | 豊房村                           | 豊房村                      | 豊房村         | 豊房村                                           | 豊房村                           | 豊房村                           | 昭和29年5月3日 館山市に編入 | 昭和29年5月3日 館山市に編入 | 館山市                                     | 館山市                                     | 館山市                   | 館山市   |
| 神戸村         | 神戸村         | 神戸村                           | 神戸村                      | 神戸村         | 神戸村                                           | 神戸村                           | 神戸村                           | 昭和29年5月3日 館山市に編入 | 昭和29年5月3日 館山市に編入 | 館山市                                     | 館山市                                     | 館山市                   | 館山市   |
| 九重村         | 九重村         | 九重村                           | 九重村                      | 九重村         | 九重村                                           | 九重村                           | 九重村                           | 昭和29年5月3日 館山市に編入 | 昭和29年5月3日 館山市に編入 | 館山市                                     | 館山市                                     | 館山市                   | 館山市   |
| 館野村         | 館野村         | 館野村                           | 館野村                      | 館野村         | 館野村                                           | 館野村                           | 館野村                           | 昭和29年5月3日 館山市に編入 | 昭和29年5月3日 館山市に編入 | 館山市                                     | 館山市                                     | 館山市                   | 館山市   |
| 長尾村         | 長尾村         | 長尾村                           | 長尾村                      | 長尾村         | 長尾村                                           | 長尾村                           | 長尾村                           | 昭和29年3月3日 白浜町       | 昭和29年3月3日 白浜町       | 白浜町                                     | 白浜町                                     | 平成18年3月20日 南房総市 | 南房総市 |
| 朝夷郡         | 白浜村         | 白浜村                           | 明治30年4月1日 安房郡に編入 | 白浜村         | 白浜村                                           | 昭和8年3月3日 町制               | 昭和8年3月3日 町制               | 昭和29年3月3日 白浜町       | 昭和29年3月3日 白浜町       | 白浜町                                     | 白浜町                                     | 平成18年3月20日 南房総市 | 南房総市 |
| 朝夷郡         | 和田村         | 和田村                           | 明治30年4月1日 安房郡に編入 | 和田村         | 明治32年3月13日 町制                             | 和田町                           | 和田町                           | 和田町                      | 和田町                      | 昭和30年3月30日 和田町                     | 昭和30年3月30日 和田町                     | 平成18年3月20日 南房総市 | 南房総市 |
| 朝夷郡         | 北三原村       | 北三原村                         | 明治30年4月1日 安房郡に編入 | 北三原村       | 北三原村                                         | 北三原村                         | 北三原村                         | 北三原村                    | 北三原村                    | 昭和30年3月30日 和田町                     | 昭和30年3月30日 和田町                     | 平成18年3月20日 南房総市 | 南房総市 |
| 朝夷郡         | 南三原村       | 南三原村                         | 明治30年4月1日 安房郡に編入 | 南三原村       | 南三原村                                         | 南三原村                         | 南三原村                         | 南三原村                    | 南三原村                    | 昭和31年9月1日 和田町に一部編入            | 昭和31年9月1日 和田町に一部編入            | 平成18年3月20日 南房総市 | 南房総市 |
| 朝夷郡         | 南三原村       | 南三原村                         | 明治30年4月1日 安房郡に編入 | 南三原村       | 南三原村                                         | 南三原村                         | 南三原村                         | 南三原村                    | 南三原村                    | 昭和31年9月1日 丸山町に一部編入            |                                            | 平成18年3月20日 南房総市 | 南房総市 |
| 朝夷郡         | 満禄村         | 明治23年3月3日 丸村              | 明治30年4月1日 安房郡に編入 | 丸村           | 丸村                                             | 丸村                             | 丸村                             | 丸村                        | 丸村                        | 昭和30年3月15日 丸山町                     | 昭和30年3月15日 丸山町                     | 平成18年3月20日 南房総市 | 南房総市 |
| 朝夷郡         | 豊田村         | 豊田村                           | 明治30年4月1日 安房郡に編入 | 豊田村         | 豊田村                                           | 豊田村                           | 豊田村                           | 豊田村                      | 豊田村                      | 昭和30年3月15日 丸山町                     | 昭和30年3月15日 丸山町                     | 平成18年3月20日 南房総市 | 南房総市 |
| 朝夷郡         | 千歳村         | 千歳村                           | 明治30年4月1日 安房郡に編入 | 千歳村         | 千歳村                                           | 千歳村                           | 千歳村                           | 千歳村                      | 昭和29年8月1日 千倉町       | 昭和30年3月15日 丸山町に旧千歳村の一部編入 | 昭和30年3月15日 丸山町に旧千歳村の一部編入 | 平成18年3月20日 南房総市 | 南房総市 |
| 朝夷郡         | 千歳村         | 千歳村                           | 明治30年4月1日 安房郡に編入 | 千歳村         | 千歳村                                           | 千歳村                           | 千歳村                           | 千歳村                      | 昭和29年8月1日 千倉町       | 千倉町                                     |                                            | 平成18年3月20日 南房総市 | 南房総市 |
| 朝夷郡         | 曦村           | 曦村                             | 明治30年4月1日 安房郡に編入 | 曦村           | 明治33年6月25日 町制 大正9年10月1日 千倉町に改称 | 千倉町                           | 千倉町                           | 昭和29年4月1日 千倉町       | 昭和29年8月1日 千倉町       |                                            |                                            | 平成18年3月20日 南房総市 | 南房総市 |
| 朝夷郡         | 七浦村         | 七浦村                           | 明治30年4月1日 安房郡に編入 | 七浦村         | 七浦村                                           | 七浦村                           | 七浦村                           | 昭和29年4月1日 千倉町       | 昭和29年8月1日 千倉町       |                                            |                                            | 平成18年3月20日 南房総市 | 南房総市 |
| 朝夷郡         | 健田村         | 健田村                           | 明治30年4月1日 安房郡に編入 | 健田村         | 健田村                                           | 健田村                           | 健田村                           | 昭和29年4月1日 千倉町       | 昭和29年8月1日 千倉町       |                                            |                                            | 平成18年3月20日 南房総市 | 南房総市 |
| 朝夷郡         | 江見村         | 江見村                           | 明治30年4月1日 安房郡に編入 | 江見村         | 江見村                                           | 昭和8年4月1日 町制               | 昭和8年4月1日 町制               | 江見町                      | 江見町                      | 昭和30年3月31日 江見町                     | 昭和46年3月31日 鴨川市                     | 平成17年2月11日 鴨川市   | 鴨川市   |
| 長狭郡         | 太海村         | 太海村                           | 明治30年4月1日 安房郡に編入 | 太海村         | 太海村                                           | 太海村                           | 太海村                           | 太海村                      | 太海村                      | 昭和30年3月31日 江見町                     | 昭和46年3月31日 鴨川市                     | 平成17年2月11日 鴨川市   | 鴨川市   |
| 長狭郡         | 曽呂村         | 曽呂村                           | 明治30年4月1日 安房郡に編入 | 曽呂村         | 曽呂村                                           | 曽呂村                           | 曽呂村                           | 曽呂村                      | 曽呂村                      | 昭和30年3月31日 江見町                     | 昭和46年3月31日 鴨川市                     | 平成17年2月11日 鴨川市   | 鴨川市   |
| 長狭郡         | 由基村         | 由基村                           | 明治30年4月1日 安房郡に編入 | 由基村         | 大正4年10月1日 主基村に改称                      | 主基村                           | 主基村                           | 主基村                      | 主基村                      | 昭和30年3月31日 長狭町                     | 昭和46年3月31日 鴨川市                     | 平成17年2月11日 鴨川市   | 鴨川市   |
| 長狭郡         | 吉尾村         | 吉尾村                           | 明治30年4月1日 安房郡に編入 | 吉尾村         | 吉尾村                                           | 吉尾村                           | 吉尾村                           | 吉尾村                      | 吉尾村                      | 昭和30年3月31日 長狭町                     | 昭和46年3月31日 鴨川市                     | 平成17年2月11日 鴨川市   | 鴨川市   |
| 長狭郡         | 大山村         | 大山村                           | 明治30年4月1日 安房郡に編入 | 大山村         | 大山村                                           | 大山村                           | 大山村                           | 大山村                      | 大山村                      | 昭和30年3月31日 長狭町                     | 昭和46年3月31日 鴨川市                     | 平成17年2月11日 鴨川市   | 鴨川市   |
| 長狭郡         | 田原村         | 田原村                           | 明治30年4月1日 安房郡に編入 | 田原村         | 田原村                                           | 田原村                           | 田原村                           | 昭和29年7月1日 鴨川町       | 昭和29年7月1日 鴨川町       | 鴨川町                                     | 昭和46年3月31日 鴨川市                     | 平成17年2月11日 鴨川市   | 鴨川市   |
| 長狭郡         | 東条村         | 東条村                           | 明治30年4月1日 安房郡に編入 | 東条村         | 東条村                                           | 東条村                           | 東条村                           | 昭和29年7月1日 鴨川町       | 昭和29年7月1日 鴨川町       | 鴨川町                                     | 昭和46年3月31日 鴨川市                     | 平成17年2月11日 鴨川市   | 鴨川市   |
| 長狭郡         | 西条村         | 西条村                           | 明治30年4月1日 安房郡に編入 | 西条村         | 西条村                                           | 西条村                           | 西条村                           | 昭和29年7月1日 鴨川町       | 昭和29年7月1日 鴨川町       | 鴨川町                                     | 昭和46年3月31日 鴨川市                     | 平成17年2月11日 鴨川市   | 鴨川市   |
| 長狭郡         | 鴨川町         | 鴨川町                           | 明治30年4月1日 安房郡に編入 | 鴨川町         | 鴨川町                                           | 鴨川町                           | 鴨川町                           | 昭和29年7月1日 鴨川町       | 昭和29年7月1日 鴨川町       | 鴨川町                                     | 昭和46年3月31日 鴨川市                     | 平成17年2月11日 鴨川市   | 鴨川市   |
| 長狭郡         | 天津町         | 天津町                           | 明治30年4月1日 安房郡に編入 | 天津町         | 天津町                                           | 天津町                           | 天津町                           | 天津町                      | 天津町                      | 昭和30年2月11日 天津小湊町                 | 昭和30年2月11日 天津小湊町                 | 平成17年2月11日 鴨川市   | 鴨川市   |
| 長狭郡         | 湊村           | 湊村                             | 明治30年4月1日 安房郡に編入 | 湊村           | 湊村                                             | 昭和3年11月10日 小湊町に町制改称 | 昭和3年11月10日 小湊町に町制改称 | 小湊町                      | 小湊町                      | 昭和30年2月11日 天津小湊町                 | 昭和30年2月11日 天津小湊町                 | 平成17年2月11日 鴨川市   | 鴨川市   |

## 行政
特記なき場合『千葉県安房郡誌』による。
安房・平・朝夷・長狭郡長
| 代 | 氏名       | 就任年月日             | 退任年月日                | 備考                                                                |
| -- | ---------- | ---------------------- | ------------------------- | ------------------------------------------------------------------- |
| 1  | 重城保     | 明治11年（1878年）11月 | 明治14年（1881年）2月     |                                                                     |
| 2  | 吉田謹爾   | 明治14年（1881年）2月  | 明治28年（1895年）11月    |                                                                     |
| 3  | 杉本駿     | 明治28年（1895年）11月 | 明治29年（1896年）8月     |                                                                     |
| 4  | 井上如苞   | 明治29年（1896年）8月  | 明治29年（1896年）12月    |                                                                     |
| 5  | 宮田保太郎 | 明治29年（1896年）12月 | 明治30年（1897年）3月31日 | 平郡・朝夷郡・長狭郡との合併により旧・安房郡廃止 新・安房郡長へ転任 |

安房郡長
| 代 | 氏名       | 就任年月日               | 退任年月日                | 備考                             |
| -- | ---------- | ------------------------ | ------------------------- | -------------------------------- |
| 1  | 宮田保太郎 | 明治30年（1897年）4月1日 | 明治31年（1898年）5月     | 安房・平・朝夷・長狭郡長より就任 |
| 2  | 沼崎甚三   | 明治31年（1898年）5月    | 明治33年（1900年）12月    |                                  |
| 3  | 江口英房   | 明治33年（1900年）12月   | 明治39年（1906年）4月     |                                  |
| 4  | 太田資行   | 明治39年（1906年）4月    | 明治43年（1910年）2月     |                                  |
| 5  | 沢寛蔵     | 明治43年（1910年）2月    | 大正2年（1913年）3月      |                                  |
| 6  | 岡巌       | 大正2年（1913年）3月     | 大正3年（1914年）4月      |                                  |
| 7  | 山中竹樹   | 大正3年（1914年）4月     | 大正6年（1917年）4月      |                                  |
| 8  | 藤川估     | 大正6年（1917年）4月     |                           |                                  |
| 9  | 大橋高四郎 |                          | 大正15年（1926年）6月30日 | 郡制廃止により、廃官             |

## 産業
おもに近代の安房郡の産業について述べる。

### 漁業
江戸時代、安房国には紀伊国や伊勢国 など、上方から漁民が移り、さまざまな漁法の発展をもたらした。上方からもたらされた代表的な漁法が地曳網漁であり、これは干鰯生産技術とともにイワシを獲るための漁法として広がった。
江戸時代初期には安房勝山（現在の鋸南町）で醍醐新兵衛により捕鯨の組織化が行われた。勝山を拠点に東京湾で行われていた沿岸捕鯨は、明治期には捕鯨砲による洋式捕鯨を取り入れ、遠洋漁業にも乗り出した。しかし1909年（明治42年）に鯨漁取締規則が制定されると漁獲高に制限が設けられたため、館山、乙浜（現在の南房総市白浜町）、七浦（現在の南房総市千倉町）を拠点として、沿岸捕鯨を中心とする活動になった。1948年（昭和23年）、和田浦（現在の南房総市和田町）に外房捕鯨株式会社が設立されており、21世紀初頭現在も和田浦は日本に4か所の捕鯨拠点の1つである。ツチクジラの沿岸捕鯨が行われており、「鯨のたれ」が名物である。
1878年（明治11年）、根本村（現在の南房総市白浜町根本）でヘルメット式の潜水器を使ってアワビを獲る潜水漁が始まった。潜水漁は以後急速に全国に広がり、その先進地である安房郡の潜水漁師たち（潜水夫・器械運転手）は国内外に出稼ぎした。

### 酪農業
江戸時代、江戸幕府は嶺岡山地（4郡合併以前の長狭郡・朝夷郡・平郡にまたがる）に峯岡牧を置いた。将軍徳川吉宗の命で、インドから伝来した白牛がこの地で飼育され、「白牛酪」が生産されたことから、「日本の酪農発祥の地」ともされている。明治政府は接収した峯岡牧で酪農事業を企画し、嶺岡牧場を置いた（曲折を経て、千葉県嶺岡乳牛試験場につながっている）。明治20年代頃からは民間でも酪農業が盛んになり、大正期から昭和戦前期にかけ、安房地方は日本の煉乳生産の中心地のひとつとなった。
1879年（明治12年）、大山村出身の竹沢弥太郎は、東京・築地で牛乳店を開いた。竹沢弥太郎は米国から乳牛を導入するなど、安房地域での畜産業において先駆的な役割を果たした（大山村参照）。
1916年（大正5年）、竹沢太一（弥太郎の子。のちに衆議院議員）は安房地域の群小の業者を糾合すべく「房総煉乳株式会社」を設立。1917年（大正6年）、明治製糖が房総煉乳に資本参加した（事業の系譜は明治乳業につながる）。その同時期、1916年（大正5年）に吉尾村出身の中村芳三らにより勝山町で設立された愛国煉乳は、1917年（大正6年）森永製菓によって買収され、日本煉乳株式会社が設立された（事業の系譜は森永乳業につながる）。1919年（大正8年）、房総煉乳と日本煉乳は協定を結び、安房郡の工場と営業権が房総煉乳に譲渡された。なお、安房地域に4つあった明治乳業の工場は第二次世界大戦中に統制会社に現物供出されている。